# روي ألين سميث
روي ألين سميث (بالإنجليزية: Roy Allen Smith)‏ هو رسام رسوم متحركة ومخرج أمريكي، ولد في 12 ديسمبر 1954.

## وصلات خارجية
- روي ألين سميث على موقع IMDb (الإنجليزية)
- روي ألين سميث على موقع ألو سيني (الفرنسية)
- روي ألين سميث على موقع أول موفي (الإنجليزية)
- روي ألين سميث على موقع أول موفي (الإنجليزية)
- روي ألين سميث على موقع قاعدة بيانات الأفلام السويدية (السويدية)
- روي ألين سميث على موقع قاعدة بيانات الفيلم (الإنجليزية)
- روي ألين سميث على موقع كينوبويسك (الروسية)